# 축구 전쟁
축구 전쟁(蹴球戰爭, 스페인어: Guerra del Fútbol 게라 델 풋볼[*])은 1969년 7월에 엘살바도르와 온두라스 사이에 벌어진 5일간의 전쟁으로 100시간 전쟁이라고도 불린다. 

## 개요
월드컵 지역 예선 경기를 치르는 동안 양국간의 국민감정이 격해지면서 폭력사태가 벌어졌는데 이를 계기로 그간 양국간에 누적되었던 정치적 갈등이 폭발하면서 실제 전쟁으로 이어지고 말았으며 이 전쟁으로 중남미 5개국간에 경제공동체가 와해되면서 경제에 악영향을 주었다.
그리고 온두라스와 국교를 단절한 엘살바도르는 경제적으로 큰 타격을 입었고 1972년에 시작된 극우파에 의한 내전으로 혼란에 빠졌으며 온두라스 또한 정치적 혼란이 지속되었는데 이후 두 나라간 국교단절이 지속되었다가 1980년 페루의 수도 리마에서 평화조약을 체결하였다.

## 원인
축구 전쟁은 1969년 6월 15일에 개최된 1970년 FIFA 월드컵 북중미카리브 지역 예선 2라운드에서 엘살바도르와 온두라스 사이에 붙은 시비가 명분이 되었지만 진짜 이유는 두 나라 간의 정치적 갈등 때문이었고 축구 경기는 기폭제 역할로 작용했고 이후 이민자 문제, 경제 문제, 영토 문제 등으로 발발했으며 엘살바도르에서 온두라스로 간 이민자 문제도 포함되었다.
근본적인 원인은 영토확장을 둘러싼 양국의 국경문제에 있으나 직접적으로는 정치적 ·경제적인 이유 때문에 엘살바도르의 주민 수십만 명이 온두라스령(領)으로 불법월경하여 정착한 데에 기인한다. 
온두라스는 1969년부터 농지개혁을 실시하면서 엘살바도르에서 넘어온 월경자들은 제외되었고 같은 해에 온두라스 정부는 수만 명의 월경농민을 국외로 추방했는데 이들이 온두라스에서 학대받았다는 소문을 퍼뜨리자 두 나라간 감정이 대립되었다.

## 월드컵 예선전

### 1차전
1969년 6월 6일 온두라스의 수도 테구시갈파에서 열린 1970년 FIFA 월드컵 북중미카리브 지역 예선 1라운드 1차전에서는 온두라스가 엘살바도르를 1:0으로 이겼는데 엘살바도르의 18세 여성 축구팬이 TV로 경기를 지켜보다가 자국이 패배하자 충격을 받아 권총 자살하는 사건이 발생했다.
이 소식은 엘살바도르 전역에 전달되었고 장례식에는 피델 산체스 에르난데스 엘살바도르 대통령과 축구 대표팀이 참석하여 소녀를 추모했으며 이 사건으로 국민적인 열망이 강렬해진 가운데 엘살바도르 대표팀 선수들은 2차전에서 기필코 승리해야 한다는 강한 의지를 불태웠다.

### 2차전
그리고 엿새 후인 6월 15일 엘살바도르의 수도 산살바도르에서 열린 1라운드 2차전에서는 엘살바도르가 3:0으로 이겼는데 경기 종료 직후 장외에서 양국 응원단간의 난투극이 벌어졌다.
이 과정에서 온두라스의 원정 응원단이 집단 폭행을 당한 채 엘살바도르 국경 밖으로 추방되었고 2명이 사망하는 불상사가 발생했으며 이 소식에 격분한 온두라스는 엘살바도르 이주민들에 대한 폭력, 방화, 약탈 등 보복 범죄를 자행하면서 수십 명이 살해되는 사태가 벌어졌다.

### 플레이오프
6월 27일 멕시코의 수도 멕시코시티에서 열린 플레이오프에서는 전·후반 90분동안 2:2로 승부를 가리지 못한 채 연장전에 돌입한 뒤 연장 전반 11분에 터진 피포 로드리게스의 결승골로 엘살바도르가 결국 사상 첫 월드컵 본선 진출에 성공했으나 이를 계기로 두 나라의 감정대립은 극에 치달았고 결국 엘살바도르가 외교단절로 위협하자 이에 온두라스가 먼저 외교단절을 선언했다.
전쟁의 기폭제가 된 예선전의 공식 결과는 다음과 같다.
| 날짜                       | 장소                  | 나라       | 점수 | 점수   | 점수 | 나라       | 결과               |
| -------------------------- | --------------------- | ---------- | ---- | ------ | ---- | ---------- | ------------------ |
| 1969년 6월 8일             | 온두라스 테구시갈파   | 온두라스   | 1    | 전반전 | 0    | 엘살바도르 | 온두라스의 승리    |
| 1969년 6월 8일             | 온두라스 테구시갈파   | 온두라스   | 0    | 후반전 | 0    | 엘살바도르 | 온두라스의 승리    |
| 1969년 6월 15일            | 엘살바도르 산살바도르 | 엘살바도르 | 3    | 전반전 | 0    | 온두라스   | 엘살바도르의 승리  |
| 1969년 6월 15일            | 엘살바도르 산살바도르 | 엘살바도르 | 0    | 후반전 | 0    | 온두라스   | 엘살바도르의 승리  |
| 1969년 6월 27일 플레이오프 | 멕시코 멕시코시티     | 온두라스   | 2    | 전반전 | 1    | 엘살바도르 | 엘살바도르의 승리1 |
| 1969년 6월 27일 플레이오프 | 멕시코 멕시코시티     | 온두라스   | 0    | 후반전 | 1    | 엘살바도르 | 엘살바도르의 승리1 |

1 플레이오프 전에서는 엘살바도르가 연장전에서(후반전 종료시 2-2 무승부) 3-2로 승리했다.

## 무력 충돌
1969년 7월 14일 엘살바도르 육군과 공군이 국경을 넘어서 온두라스 공군기지를 공격한데 이어 엘살바도르의 보병 약 1만 2천명이 온두라스로 진군하여 수도인 테구시갈파를 점령하면서 전쟁이 시작되었다.
전쟁은 인구수가 많은 엘살바도르의 일방적인 우세로 전개되었으나 미국이 주도하는 아메리카 대륙 28개국 공동협력체인 미주기구(美洲機構:OAS)가 조정에 나섰고 결국 7월 19일 엘살바도르가 무조건 철수에 합의하면서 5일만에 끝났지만 5일간 벌어진 전쟁으로 약 4천명이 사망하고 1만 2000여명이 부상을 입었으며 2,000만달러(한화 약 290억원) 상당의 재산피해가 발생했다.

## 결과와 영향
온두라스가 중미공동시장(CACM)을 탈퇴하면서 엘살바도르와의 교역을 중단하고 엘살바도르 상품에 대한 불매를 전개함으로 인해 거대한 온두라스 시장을 상실하게 된 엘살바도르 공업이 큰 타격을 받았고 엘살바도르의 국가경제까지 위태로워졌다. 
또한 온두라스에서 추방당한 엘살바도르의 불법 이민자들인 농민 30만명이 전쟁 후 엘살바도르에 돌아와 빈민층을 형성하며 사회 혼란이 가속화되었고 다음해인 1970년부터 직업이나 농지를 소유하지 않은 엘살바도르인은 온두라스로 이민 갈 수 없게 되면서 농지가 적고 인구가 많은 엘살바도르에게는 큰 부담이 되었으며 이밖에도 1972년 국내 극우세력의 테러 및 쿠데타가 이어지며 1980년부터 12년 넘게 내전이 지속되는 등 엘살바도르는 급격히 몰락하게 되었다.
온두라스는 국토의 일부가 초토화되었고 또한 중미 5개국에 의해 1962년에 출범된 '중미공동시장'이 침체되었으며 경제 공동체가 실현된다면 중미 5개국이 다시 합쳐질수 있는 기회이기도 했으나 전쟁의 여파로 완전히 어긋나 버렸다.
그로부터 11년 후인 1980년 페루의 수도 리마에서 영토 문제 해결 등을 포함한 양국간 평화 조약이 체결되었고 이후 국경 분쟁은 1992년 9월 국제연합(UN) 기구인 '국제사법재판소(ICJ : International Court of Justice)'에서 중재에 나섰으며 결국 양국 정상이 협상 끝에 2006년 4월 18일 국경선 37km를 확정하는 합의문에 서명함으로써 마무리되었다.

## 같이 보기
- 리샤르트 카푸시친스키